# جو ديل
جو ديل (بالإنجليزية: Joe Deal)‏ هو مصور أمريكي، ولد في 12 أغسطس 1947 في توبيكا في الولايات المتحدة، وتوفي في 18 يونيو 2010 في بروفيدنس في الولايات المتحدة بسبب سرطان المثانة.